# Coppa Val d’Olona
Die Coppa Val d’Olona war eine Radsportveranstaltung in Italien. Es war ein Straßenrennen, das als Eintagesrennen ausgetragen wurde und fand von 1906 bis 1910 statt.

## Geschichte
Der Kurs führte mit Start und Ziel in Legnano in der Provinz Varese durch die Lombardei. Das Rennen fand jeweils im Juli statt und hatte fünf Ausgaben. Das Rennen war den Berufsfahrern vorbehalten.

## Sieger
- 1906  Luigi Ganna
- 1907  Giovanni Rossignoli
- 1908  Cesare Zanzottera
- 1909  Mario Bruschera
- 1910  Henri Lignon